# Saison 1975 de la NFL
Navigation
Édition précédente Édition suivante
La saison 1975 de la NFL est la 56e saison de la National Football League. Elle voit le sacre des Pittsburgh Steelers à l'occasion du Super Bowl X.

## Classement général
| Qualifié en play-offs |

| AFC Est              |      |      |      |        |          |            |
| Franchise            | Vic. | Déf. | Nuls | % vic. | Pts pour | Pts contre |
| Baltimore Colts      | 10   | 4    | 0    | .714   | 395      | 269        |
| Miami Dolphins       | 10   | 4    | 0    | .714   | 357      | 222        |
| Buffalo Bills        | 8    | 6    | 0    | .571   | 420      | 355        |
| New York Jets        | 3    | 11   | 0    | .214   | 258      | 433        |
| New England Patriots | 3    | 11   | 0    | .214   | 258      | 358        |
| AFC Central          |      |      |      |        |          |            |
| Franchise            | Vic. | Déf. | Nuls | % vic. | Pts pour | Pts contre |
| Pittsburgh Steelers  | 12   | 2    | 0    | .857   | 373      | 162        |
| Cincinnati Bengals   | 11   | 3    | 0    | .786   | 340      | 246        |
| Houston Oilers       | 10   | 4    | 0    | .714   | 293      | 226        |
| Cleveland Browns     | 3    | 11   | 0    | .214   | 218      | 372        |
| AFC Ouest            |      |      |      |        |          |            |
| Franchise            | Vic. | Déf. | Nuls | % vic. | Pts pour | Pts contre |
| Oakland Raiders      | 11   | 3    | 0    | .786   | 375      | 255        |
| Denver Broncos       | 6    | 8    | 0    | .429   | 254      | 307        |
| Kansas City Chiefs   | 5    | 9    | 0    | .357   | 282      | 341        |
| San Diego Chargers   | 2    | 12   | 0    | .143   | 189      | 345        |

| NFC Est             |      |      |      |        |          |            |
| Franchise           | Vic. | Déf. | Nuls | % vic. | Pts pour | Pts contre |
| St. Louis Cardinals | 11   | 3    | 0    | .786   | 356      | 276        |
| Dallas Cowboys      | 10   | 4    | 0    | .714   | 350      | 268        |
| Washington Redskins | 8    | 6    | 0    | .571   | 325      | 276        |
| New York Giants     | 5    | 9    | 0    | .357   | 216      | 306        |
| Philadelphia Eagles | 4    | 10   | 0    | .286   | 225      | 302        |
| NFC Central         |      |      |      |        |          |            |
| Franchise           | Vic. | Déf. | Nuls | % vic. | Pts pour | Pts contre |
| Minnesota Vikings   | 12   | 2    | 0    | .857   | 377      | 180        |
| Detroit Lions       | 7    | 7    | 0    | .500   | 245      | 262        |
| Chicago Bears       | 4    | 10   | 0    | .286   | 191      | 379        |
| Green Bay Packers   | 4    | 10   | 0    | .286   | 226      | 285        |
| NFC Ouest           |      |      |      |        |          |            |
| Franchise           | Vic. | Déf. | Nuls | % vic. | Pts pour | Pts contre |
| Los Angeles Rams    | 12   | 2    | 0    | .857   | 312      | 135        |
| San Francisco 49ers | 5    | 9    | 0    | .357   | 255      | 286        |
| Atlanta Falcons     | 4    | 10   | 0    | .286   | 240      | 289        |
| New Orleans Saints  | 2    | 12   | 0    | .143   | 165      | 360        |

- Baltimore termine devant Miami en AFC East en raison des résultats enregistrés en confrontation directe (2-0).
- NY Jets termine devant New England en AFC East en raison des résultats enregistrés en confrontation directe (2-0).
- Chicago termine devant Green Bay en NFC Central en raison des résultats enregistrés en division (2-4 contre 1-5).

## Play-offs
Les équipes évoluant à domicile sont nommées en premier. Les vainqueurs sont en gras

### AFC
- Premier tour : 
  - 27 décembre 1975 : Pittsburgh 28-10 Baltimore
  - 28 décembre 1975 : Oakland 31-28 Cincinnati
- Finale AFC : 
  - 4 janvier 1976 : Pittsburgh 16-10 Oakland

### NFC
- Premier tour : 
  - 27 décembre 1975 : Los Angeles 35-23 St. Louis
  - 28 décembre 1975 : Dallas 17-14 Minnesota
- Finale NFC : 
  - 4 janvier 1976 : Los Angeles 7-37 Dallas

### Super Bowl X
- 18 janvier 1976 : Pittsburgh (AFC) 21-17 Dallas (NFC), à l'Orange Bowl Stadium de Miami